# 小松村 (茨城県)
小松村（こまつむら）は茨城県東茨城郡にかつて存在した村である。

## 地理
- 現在の城里町の東部、旧常北町の南東部に位置する。
- 八溝山地に位置し、村域のほとんどは山がちな地形である。

## 歴史
村名は上入野村にある小松寺に由来する。

### 村域の変遷
- 1889年（明治22年）4月1日 - 町村制施行により増井村・上入野村・磯野村が合併し東茨城郡小松村が発足。
- 1955年（昭和30年）2月11日 - 小松村は石塚町・西郷村ととも合併し常北町が発足。小松村は消滅。

変遷表
| 1868年 以前 | 1868年 以前 | 明治22年 4月1日 | 昭和30年 2月11日 | 平成17年 2月1日 | 現在   |
| ----------- | ----------- | --------------- | ---------------- | --------------- | ------ |
|             | 増井村      | 小松村          | 常北町           | 城里町          | 城里町 |
|             | 上入野村    | 小松村          | 常北町           | 城里町          | 城里町 |
|             | 磯野村      | 小松村          | 常北町           | 城里町          | 城里町 |

## 人口・世帯

### 人口
総数 [単位： 人]
| 1889年（明治22年） | 1,958 |
| 1891年（明治24年） | 1,978 |
| 1920年（大正 9年） | 2,164 |
| 1935年（昭和10年） | 2,262 |
| 1950年（昭和25年） | 2,857 |

### 世帯
総数 [単位： 世帯]
| 1920年（大正 9年） | 468 |
| 1935年（昭和10年） | 488 |
| 1950年（昭和25年） | 520 |